# Giovanni Leoni
Giovanni Leoni (Rome, 21 december 2006) is een Italiaans voetballer die bij voorkeur als centrale verdediger speelt. Hij tekende in 2024 voor Parma.

## Clubcarrière
Leoni voetbalde in de jeugd bij Vigontina, AS Cittadella en Padova. Op 19 maart 2023 debuteerde hij als zestienjarige in de Serie C. Op 1 februari 2024 werd hij uitgeleend aan UC Sampdoria, dat hem in juni 2024 definitief overnam. Op 27 augustus 2024 tekende Leoni bij Parma. Op 26 februari 2025 werd zijn contract opengebroken tot medio 2029.